# Michel Louis Arsène Lalande
Michel Louis Arsène Lalande (* 12. Juli 1785 in Le Mans, Frankreich; † 15. Februar 1852 ebenda) war ein französischer Maréchal de camp (Brigadegeneral).

## Leben und Wirken

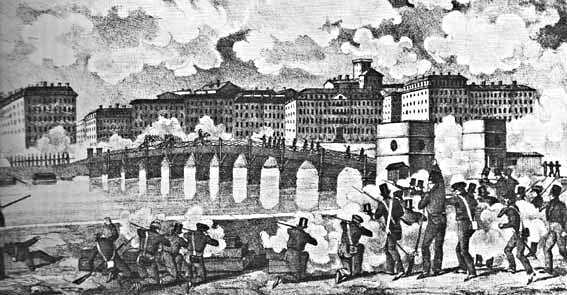
Nach der Niederschlagung des Lyoner Seidenweberaufstands wurde Lalande 1834 Maréchal de camp

Im nachrevolutionären Ersten Kaiserreich ging Michel Louis Arsène Lalande 1804 zur École polytechnique und zur Offiziershochschule der Armee, während sich sein Bruder Julien Pierre Anne Lalande der französischen Marine anschloss. Als Sous-lieutenant machte er von 1806 bis 1808 die Feldzüge im Königreich beider Sizilien bzw. im Königreich Neapel mit, als Leutnant kämpfte er 1809 gegen die Österreicher in Tirol und 1810 wieder in Kalabrien. Ab 1811 kämpfte er als Capitaine in Spanien, wurde Kommandant des 50. Infanterieregiments und bewährte sich 1813 beim französischen Rückzug über die Pyrenäen sowie 1814 in den Schlachten bei Orthez und bei Toulouse.
Während der Herrschaft der Hundert Tage wurde Lalande 1815 zum Offizier der Ehrenlegion ernannt, diente nach Napoleons Sturz den Bourbonen und wurde 1819 Offizier der königlichen Garde. Für seine Teilnahme am Feldzug des Herzogs d’Angoulême in Spanien wurde er 1823 zum Oberstleutnant befördert. Von 1825 bis 1834 befehligte er als Oberst das 7. Infanterieregiment. Für seinen Anteil an der Niederschlagung des Aufstands der Seidenweber in Lyon wurde Lalande 1834 zum Maréchal de camp befördert. Bis 1836 leitete er dann den Militärbezirk Bas-Rhin, danach den Militärbezirk Indre-et-Loire.
Nach langer Krankheit verstarb Lalande schließlich in seiner Heimatstadt Le Mans.